# Yosemite Sam
Yosemite Sam (también conocido como Sam Bigotes en español) es un personaje de animación que los estudios Warner Bros. crearon en 1945 en los Estados Unidos para su serie de cortometrajes de dibujos animados Looney Tunes. Es un pistolero malhumorado, enemigo de Bugs Bunny y del Pato Lucas. En Hispanoamérica la voz en español de Sam fue originalmente doblada por Francisco Muller. La más habitual en este personaje es la voz de César Soto.

## Inicios
El animador Friz Freleng introdujo el personaje en el corto de animación de 1945 Hare Trigger. Con un feroz, irracional temperamento, corta estatura, y cabello pelirrojo, Sam era de alguna manera el ego-alternativo de Freleng. El animador negó varias veces cualquier semejanza intencionada con el personaje.
Freleng creó a Sam para tener un adversario más digno. Hasta entonces, el mayor enemigo de Bugs Bunny había sido Elmer Gruñon, un hombre de tan buenos modales y poco brillante que Freleng pensaba que de hecho Bugs parecía un abusador cuando lo embaucaba. Por otro lado, Sam era extremadamente violento y beligerante, en absoluto un pazguato como Elmer Gruñón. Freleng compactó en un pequeño cuerpo y un enorme sombrero vaquero la voz más fuerte y el ego más grande al "norte, sur, este, y al oeste del Pecos".
Durante más de 19 años, excepto por un cortometraje de 1959 (Hare-Abian Nights), la unidad de Freleng tuvo la exclusiva para usar a Sam en Warner Bros. A pesar de ser oficialmente un vaquero en Bugs Bunny Rides Again, Freleng le ponía a Sam un disfraz diferente en casi cada historia: en Knighty Knight Bugs: un caballero medieval, en Roman Legion-Hare: un legionario romano, en Captain Hareblower: un pirata, en Shishkabugs: un cocinero real, en Big House Bunny: un guardia de prisión, en From Hare to Heir: un duque (El Duque de Yosemite, ni más, ni menos), en Southern Fried Rabbit: un confederado, en Piker's Peak: un montañero, e inclusive un alienígena en Lighter Than Hare. El humor de los cortometrajes en los que interviene Sam inevitablemente resalta debido a la extraña elección de este malhumorado vaquero. Sin embargo, en algunos países parecen preferir su encarnación de pirata, siendo su nombre oficial el de "Sam el pirata" en Francia y frecuentemente su nombre alternativo en Italia.
Mientras que el personaje básico de Sam es el de un vaquero, él usa un antifaz negro (o de hecho, solamente un grueso delineamiento alrededor de sus ojos) para demostrar que se trata de un bandido. Tan fuerte es la asociación de este rasgo con su personalidad, que usa el antifaz aun cuando se disfraza de duque, rifeño, pirata, o de vikingo.
Uno de los gags en los cortometrajes de Sam consiste en que los animales de Sam (camello, elefante, dragón, etc.) y los aeroplanos nunca se detienen cuando él quiere; entonces Sam se sale de sus cabales y golpea a la ofensiva bestia o máquina.
Otra fuente de humor son las absurdas distancias a las que Sam llega sólo para "ponerse a mano" - usualmente con desastrosos resultados para él mismo y su entorno.

## Apariciones
- Wabbit (2015)
- The Looney Tunes Show (2011)
- Duck Dodgers (2005)
- Looney Tunes: De Vuelta En Acción (2003)
- Space Jam (1996)
- ¿Quién engañó a Roger Rabbit? (1988)
- Looney Tunes (1945)
- Space Jam: A New Legacy (2021)

## Otras apariciones
- Sam fue la estrella de su propia serie de comic books desde 1970 hasta 1984, con un total de 81 capítulos. Publicado por Gold Key / Whitman Comics, el título oficial de la serie fue: Yosemite Sam & Bugs Bunny.[2][3]

- Sam fue uno de los personajes clásicos de los Looney Tunes que apareció como miembro de la facultad de la "Looniversidad Acme" en la serie animada de los Tiny Toon Adventures. Aparecía dando clases acerca del "Uso de Armas de Fuego" y "Yunqueología" (el estudio de un yunque cayendo, un gag recurrente dentro de los cortometrajes de los Looney Tunes), y a veces representaba al director de la escuela.

- Sam también apareció en The Warners 65th Anniversary Special y en dos episodios de la serie de 1995: The Sylvester and Tweety Mysteries.

- Una versión joven de Sam apareció en Baby Looney Tunes, durante unos números musicales. En un episodio, Bugs se disfraza de Sam Bebé para Halloween.

- Sam también representó el papel del villano invitado K'chutha Sa'am (una parodia de los Klingons, y muy a tono con su personalidad agresiva) en la serie animada Duck Dodgers.

- También aparece en los videojuegos Loons: The Fight for Fame, Taz: Wanted, Bugs Bunny Crazy Castle, Bugs Bunny: Rabbit Rampage, Bugs Bunny: Lost in Time, Bugs Bunny & Taz: La Espiral del Tiempo, Sheep Raider (Sheep, Dog, 'n' Wolf), Looney Tunes B-Ball, Daffy Duck in Hollywood y Looney Tunes: Back In Action: el videojuego.

- Sam es mencionado por su nombre en las siguientes canciones:
  - "Lady Cab Driver",[4] interpretada por Prince en su álbum de 1982, 1999.
  - "The Coalition To Ban Coalitions" por Hank Williams Jr.
  - "Egg Man" de los The Beastie Boys en su álbum Paul's Boutique.
- Sam aparece en el logotipo del equipo de hockey, Castlegar Rebels.

## Voz
La voz original del personaje fue creada por  Mel Blanc. Actualmente es interpretado por Maurice LaMarche y Jeff Bennett. En Hispanoamérica, fue doblado por José María Iglesias, luego por Antonio Passy, después para Pancho Mueller, posteriormente por Esteban Siller y actualmente por César Soto.
- José María Iglesias (1957-1960)
- Antonio Passy (Bugs Bunny Rides Again)
- Pancho Mueller (1960-1971)
- Esteban Siller (1971-1996)
- César Soto (1996-actualidad)

## En la cultura popular
- Sam aparece en Drawn Together en el episodio "Charlotte's Web of Lies" como uno de los miembros del grupo de Manejo de Ira de Ling-Ling, junto con él se encuentran Hulk, Marvin el Marciano, y Skeletor.